# Musaraigne du Valais
Sorex antinorii
Espèce
Statut de conservation UICN

 LC  : Préoccupation mineure
Synonymes
- Sorex crassicaudatus (Fatio, 1905)
- Sorex silanus (Lehmann, 1961)
- Sorex valaicus 
(Zagorodnyuk & Khazan, 1996)

La Musaraigne du Valais (Sorex antinorii) est une espèce d'Insectivores, une petite musaraigne, de la famille des Soricidés.
L'espèce a été décrite pour la première fois en 1840 par le naturaliste français Charles-Lucien Bonaparte (1803-1857).

## Répartition

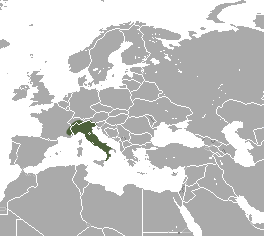
Répartition géographique de la musaraigne du Valais en Europe

La Musaraigne du Valais est présente en Europe, principalement en Italie, mais son aire de répartition déborde aussi sur la France et la Suisse.